# Bouguedra
Bouguedra (àrab ثلاث بو كدرة, Ṯalāṯ Bū Gadra; en amazic ⴱⵓⴳⴷⵔⴰ) és una comuna rural de la província de Safi, a la regió de Marràqueix-Safi, al Marroc. Segons el cens de 2014 tenia una població total de 16.014 persones.